# China Mineral Resources Group
China Mineral Resources Group Limited («Китайская группа минеральных ресурсов») — китайская государственная сырьевая компания под непосредственным управлением центрального правительства КНР. Основана в 2022 году, базируется в городе-спутнике Пекина — новом районе Сюнъань. Специализируется на разведке, добыче, переработке и поставках полезных ископаемых, главным образом железной руды. Управляет рудниками, флотом балкеров, портовыми терминалами, складами и логистическими сетями, занимается закупками, инвестициями и управлением активами. 

## История
China Mineral Resources Group основана в июле 2022 года по решению правительства Китая. Уставной капитал новой компании составил 20 млрд юаней (2,97 млрд долларов США). China Mineral Resources Group возглавили Яо Линь — бывший председатель правления государственной Aluminum Corporation of China и Го Бинь — бывший вице-президент China Baowu Steel Group. В сферу интересов группы вошли поставки железнорудного сырья из Австралии, Бразилии, Индии и Африки для таких металлургических гигантов, как China Baowu Steel Group, Ansteel Group, Shougang Group и China Minmetals.

## Активы
- Железорудный комбинат в Симандоу (Гвинея)